# 스컬피

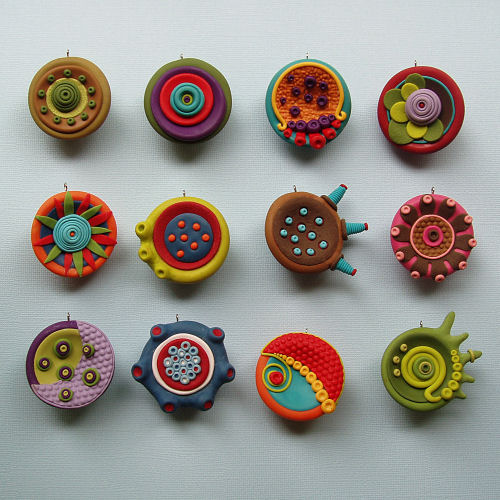
스컬피로 만든 피규어

스컬피(Sculpey)는 폴리염화 비닐로 만든 폴리머 클레이 브랜드이다. 가마와 같이 훨씬 더 뜨거운 오븐이 필요한 일반적인 모델링 점토와 달리 성형 후 기존 오븐에 넣어 경화할 수 있는 일종의 폴리머 클레이의 브랜드 이름이다. 스컬피는 구워지기 전까지는 플라스티신과 다소 비슷한 농도를 갖고 있다. 주요 경쟁자는 독일 브랜드 피모(Fimo)이다. 다양한 색상으로 판매되지만 구운 후에 칠할 수도 있다. 스컬피는 모델링 아티스트, 보석 제작자 및 기타 공예품에서 인기를 얻었다.
스컬피의 주요 성분은 폴리염화 비닐이며 충전제, 가소제 및 착색제가 첨가되어 있다. 염산 및 기타 독소를 생성할 수 있는 과열 및 연소의 위험을 제외하고 스컬피는 경화 전후 모두 독성이 없다.

## 같이 보기
- 플라스티신(Plasticine)